# Sankt Lukas Sogn (Frederiksberg)
 For alternative betydninger, se Sankt Lukas Sogn. (Se også artikler, som begynder med Sankt Lukas Sogn)
Sankt Lukas Sogn er et sogn i Frederiksberg Provsti (Københavns Stift). Sognet ligger i Frederiksberg Kommune; indtil Kommunalreformen i 1970 lå det i Sokkelund Herred (Københavns Amt). I Sankt Lukas Sogn ligger Sankt Lukas Kirke.
Sognet udskiltes i 1897 fra Frederiksberg Sogn.
I Sankt Lukas Sogn findes flg. autoriserede stednavne: 
- Sankt Lukas (sogn)